# Need for Speed: Edge
Need for Speed: Edge là trò chơi điện tử đua xe online nhiều người chơi (MMO-Racing), phát triển bởi công ty con của EA: Spearhead và phát hành bởi Nexon tại Hàn Quốc vào năm 2016. Tại Trung Quốc, trò chơi phát hành bởi công ty Tencent Interactive Entertainment (tựa để: Need for Speed: Online). Đây là phần game thứ 22 trong hãng sê-ri đua xe Need for speed và là phần thuộc thể loại nhiều người chơi lần thứ ba. Tuy nhiên, trò chơi này chỉ phát hành tại khu Đông Á.
Need for Speed: Edge dùng công nghệ FrostBite 3 của công ty Ghost (công ty phát triển game Need for Speed (2015)) và toàn bộ game được sao chép từ game Need for Speed: Rivals. Trò chơi cung cấp thế giới mở cho người chơi tham quan thành phố và chọn chế độ đua online với người chơi khác (tương tự như Need for Speed: World). Trò chơi này cũng phát hành cho điều hành điện thoại Android dưới dạng Need for Speed (tm) và đều copy từ game Need for Speed: No Limits.